# Tepeyac, Tamazunchale
Tepeyac är en ort i Mexiko.   Den ligger i kommunen Tamazunchale och delstaten San Luis Potosí, i den sydöstra delen av landet, 200 km norr om huvudstaden Mexico City. Tepeyac ligger 233 meter över havet och antalet invånare är 129.
Terrängen runt Tepeyac är huvudsakligen kuperad, men västerut är den bergig. Tepeyac ligger nere i en dal. Runt Tepeyac är det ganska tätbefolkat, med 56 invånare per kvadratkilometer. Närmaste större samhälle är Tamazunchale, 11,2 km norr om Tepeyac. I omgivningarna runt Tepeyac växer huvudsakligen savannskog.